# Elektrorollstuhl-Bundesliga
Die Elektrorollstuhl-Bundesliga ist die höchste Klasse im Elektrorollstuhl-Hockey (kurz PCH für Powerchair-Hockey) in Deutschland.
Mit der Saison 2005/2006 wurde in Deutschland ein zweistaffliger Bundesligabetrieb im Elektrorollstuhl-Hockey aufgenommen. Vorher wurde der Meister in einem Cupsystem ermittelt. Der erste Meister der 1. ERH-Bundesliga (Elektrorollstuhl-Hockey) wurde Torpedo Ladenburg. Auf die Saison 2016/2017 wurde die Liga in PCH-Bundesliga (Powerchair Hockey) umbenannt. Mit sieben Meistertiteln ist Torpedo Ladenburg der Rekordmeister. 2010 wurde die 3. PHC-Bundesliga eingeführt.
Die Saison 2019/20 wurde wegen der Corona-Pandemie abgebrochen. Es gibt deswegen keinen Deutschen Meister in dieser Saison. Auch die folgende Saison fiel dem Coronavirus zum Opfer. Auf die Saison 2021/22 wird die Mannschaft von Torpedo Ladenburg in der Bundesliga pausieren und als Torpedo Turicum am Spielbetrieb der Schweizer Nationalliga A teilnehmen.

## 1. PCH-Bundesliga

### Vereine der Saison 2024
| Team                       | Stadt         | Bundesland          | Trainer               | Sportstätte                      | Vorsaison  |
| -------------------------- | ------------- | ------------------- | --------------------- | -------------------------------- | ---------- |
| Star Drivers Bad Kreuznach | Bad Kreuznach | Rheinland-Pfalz     | Jürgen Erdmann-Feix   | Theodor-Fliedner-Halle           | 2. Platz   |
| Hurricanes Bochum          | Bochum        | Nordrhein-Westfalen | Jan Ruhrbruch         | Sportanlage Marktstraße Halle II | Aufsteiger |
| Black Knights Dreieich     | Dreieich      | Hessen              | Gerd Autenrieth       | Sporthalle am Trinkborn          | Meister    |
| Black Knights Dreieich II  | Dreieich      | Hessen              | Pascal Sauer          | Turnhalle Heinrich-Heine-Schule  | 3. Platz   |
| Rolli-Teufel Ludwigshafen  | Ludwigshafen  | Rheinland-Pfalz     |                       | Werner-Heisenberg-Gymnasium      | 4. Platz   |
| Munich Animals             | München       | Bayern              | Christian Wolfsteiner | Städt. Dreifachturnhalle München | 5. Platz   |

### Liste der Meister
| Jahr |                                           |                                           |                                           |
| Jahr | Deutscher Meister                         | 2. Platz                                  | 3. Platz                                  |
| ---- | ----------------------------------------- | ----------------------------------------- | ----------------------------------------- |
| 2006 | Torpedo Ladenburg                         | Hurricanes Bochum                         | Munich Animals                            |
| 2007 | Torpedo Ladenburg                         | Hurricanes Bochum                         | Munich Animals                            |
| 2008 | Torpedo Ladenburg                         | Munich Animals                            | Hurricanes Bochum                         |
| 2009 | Torpedo Ladenburg                         | Munich Animals                            | Black Knights Dreieich                    |
| 2010 | Torpedo Ladenburg                         | Munich Animals                            | Ruhr-Rollers Essen                        |
| 2011 | Munich Animals                            | Torpedo Ladenburg                         | Ruhr Rollers Essen                        |
| 2012 | AC 92 Weinheim                            | Munich Animals                            | Ruhr-Rollers Essen                        |
| 2013 | Torpedo Ladenburg                         | Munich Animals                            | Black Knights Dreieich                    |
| 2014 | Torpedo Ladenburg                         | Munich Animals                            | Black Knights Dreieich                    |
| 2015 | Munich Animals                            | Black Knights Dreieich                    | Torpedo Ladenburg                         |
| 2016 | Black Knights Dreieich                    | Torpedo Ladenburg                         | Munich Animals                            |
| 2017 | Black Knights Dreieich                    | Torpedo Ladenburg                         | Nording Bulls Lalendorf/Wattmannshagen    |
| 2018 | Black Knights Dreieich                    | Munich Animals                            | Torpedo Ladenburg                         |
| 2019 | Black Knights Dreieich                    | Torpedo Ladenburg                         | Munich Animals                            |
| 2020 | Meisterschaftsabbruch infolge Coronavirus | Meisterschaftsabbruch infolge Coronavirus | Meisterschaftsabbruch infolge Coronavirus |
| 2021 | Keine Meisterschaft infolge Coronavirus   | Keine Meisterschaft infolge Coronavirus   | Keine Meisterschaft infolge Coronavirus   |
| 2022 | Black Knights Dreieich                    | Munich Animals                            | Rolli-Teufel Ludwigshafen                 |
| 2023 | Black Knights Dreieich                    | Star Drivers Bad Kreuznach                | Black Knights Dreieich II                 |
| 2024 | Black Knights Dreieich                    | Black Knights Dreieich II                 | Rolli-Teufel Ludwigshafen                 |

## 2. PCH-Bundesliga
| Team                        | Stadt                    | Bundesland             | Trainer                   | Sportstätte                       | Vorsaison        |
| --------------------------- | ------------------------ | ---------------------- | ------------------------- | --------------------------------- | ---------------- |
| Rocky Rolling Wheels Berlin | Berlin                   | Berlin                 | Ralf Fedder               | Sporthalle Fritz-Reuter-O/OG      | 4. Platz         |
| Ruhr Rollers Essen          | Essen                    | Nordrhein-Westfalen    | Georg Kruse               | Sporthalle an der Margarethenhöhe | 3. Platz         |
| Torpedo Ladenburg           | Ladenburg                | Baden-Württemberg      |                           |                                   | Wiedereinsteiger |
| Nording Bulls Lalendorf     | Lalendorf/Wattmannshagen | Mecklenburg-Vorpommern | Dirk Kahl & Volker Rösler | Sporthalle am Klüschenberg        | Absteiger        |
| Flash Tigers                | Sankt Augustin           | Nordrhein-Westfalen    | Dennis Kolvenbach         |                                   | 2. Platz         |
| Ballbusters Würzburg        | Würzburg                 | Bayern                 | Richard Loch-Karl         | Raiffeisen Sporthalle             | 5. Platz         |

### Liste der Meister
| Jahr |                                           |                                           |                                           |
| Jahr | 1. Platz                                  | 2. Platz                                  | 3. Platz                                  |
| ---- | ----------------------------------------- | ----------------------------------------- | ----------------------------------------- |
| 2006 | Rolli-Teufel Ludwigshafen                 | Kleine Haie Köln                          | Ballbusters Würzburg                      |
| 2007 | Black Knights Dreieich                    | Nording Bulls Lohmen                      | Flashboy-Runners Neuwied                  |
| 2008 | Flashboy-Runners Neuwied                  | Star Drivers Bad Kreuznach                | Ballbusters Würzburg                      |
| 2009 | Rolli-Teufel Ludwigshafen                 | Rocky Rolling Wheels Berlin               | Ballbusters Würzburg                      |
| 2010 | Flashboy-Runners Neuwied                  | Rocky Rolling Wheels Berlin               | Rolli-Teufel Ludwigshafen II              |
| 2011 | Black Knight Dreieich                     | Ruhr Rollers Essen II                     | Ballbusters Würzburg                      |
| 2012 | Rolli-Teufel Ludwigshafen II              | Ballbusters Würzburg                      | Flashboy-Runners Neuwied                  |
| 2013 | Black Knight Dreieich II                  | Star Drivers Bad Kreuznach                | Nording Bulls Lohmen                      |
| 2014 | Nording Bulls Lalendorf                   | Rolli-Teufel Ludwigshafen                 | Hurricans Bochum                          |
| 2015 | Rolli-Teufel Ludwigshafen                 | Hurricans Bochum                          | Flashboy-Runners Neuwied                  |
| 2016 | Star Drivers Bad Kreuznach                | Hurricans Bochum                          | Ballbusters Würzburg                      |
| 2017 | Ruhr Rollers Essen                        | Black Knights Dreieich II                 | Ballbusters Würzburg                      |
| 2018 | Black Knights Dreieich II                 | Rolli-Teufel Ludwigshafen                 | Ballbusters Würzburg                      |
| 2019 | Black Knights Dreieich II                 | Rolli-Teufel Ludwigshafen                 | Hurricans Bochum                          |
| 2020 | Meisterschaftsabbruch infolge Coronavirus | Meisterschaftsabbruch infolge Coronavirus | Meisterschaftsabbruch infolge Coronavirus |
| 2021 | Keine Meisterschaft infolge Coronavirus   | Keine Meisterschaft infolge Coronavirus   | Keine Meisterschaft infolge Coronavirus   |
| 2022 | Black Knights Dreieich II                 | Flash Tigers                              | Hurricans Bochum                          |
| 2023 | Hurricans Bochum                          | Flash Tigers                              | Ruhr Rollers Essen                        |
| 2024 |                                           |                                           |                                           |

## 3. PCH-Bundesliga
| Jahr      |                                           |                                           |                                           |
| Jahr      | 1. Platz                                  | 2. Platz                                  | 3. Platz                                  |
| --------- | ----------------------------------------- | ----------------------------------------- | ----------------------------------------- |
| 2011      | Flashboy Runners Neuwied II               | Black Knights Dreieich II                 | Rolli Haie Köln                           |
| 2012      | Nording Bulls Lohmen                      | Black Knights Dreieich II                 | St. Augustin Tigers                       |
| 2013      | Hurricanes Bochum                         | Rocky Rolling Wheels Berlin               | Ruhr Rollers Essen II                     |
| 2014      | Rocky Rolling Wheels Berlin               | Rolli-Teufel Ludwigshafen II              | Ruhr Rollers Essen II                     |
| 2015      | Star Drivers Bad Kreuznach                | Rolli-Teufel Ludwigshafen II              | St. Augustin Tigers                       |
| 2016      | Ruhr Rollers Essen II                     | Rocky Rolling Wheels Berlin               | St. Augustin Tigers                       |
| 2017      | Rocky Rolling Wheels Berlin               | Rolli-Teufel Ludwigshafen II              | Rolli Haie Köln                           |
| 2018      | Hurricanes Bochum                         | Rolli Haie Köln                           | St. Augustin Tigers                       |
| 2019      | Rolli Haie Köln                           | St. Augustin Tigers                       | Rocky Rolling Wheels Berlin               |
| 2020      | Meisterschaftsabbruch infolge Coronavirus | Meisterschaftsabbruch infolge Coronavirus | Meisterschaftsabbruch infolge Coronavirus |
| 2021      | Keine Meisterschaft infolge Coronavirus   | Keine Meisterschaft infolge Coronavirus   | Keine Meisterschaft infolge Coronavirus   |
| Seit 2022 | Keine 3. Bundesliga                       | Keine 3. Bundesliga                       | Keine 3. Bundesliga                       |

## Ewige 1. Bundesligatabelle
Diese Tabelle zeigt alle Mannschaften die seit Gründung der Bundesliga in der 1. Bundesliga gespielt haben. (Stand Ende Saison 2018/19)
| Platz |                                         |        |          |       |        |
| Platz | Mannschaft                              | Spiele | Tore     | Diff. | Punkte |
| ----- | --------------------------------------- | ------ | -------- | ----- | ------ |
| 1.    | Torpedo Ladenburg                       | 230    | 1384:519 | 865   | 331    |
| 2.    | Munich Animals                          | 230    | 840:637  | 203   | 290    |
| 3.    | Black Knights Dreieich                  | 203    | 950:597  | 353   | 246    |
| 4.    | Ruhr Rollers Essen                      | 215    | 633:1108 | −475  | 135    |
| 5.    | Hurricans Bochum                        | 101    | 254:207  | 47    | 98     |
| 6.    | Nordring Bulls Lalendorf/Wattmannshagen | 135    | 500:654  | −154  | 97     |
| 7.    | Rolli-Teufel Ludwigshafen               | 102    | 316:572  | −256  | 44     |
| 8.    | Star Drivers Bad Kreuznach              | 45     | 244:370  | −126  | 30     |
| 9.    | Flashboy Runners Neuwied                | 50     | 81:219   | −138  | 15     |
| 10.   | Ballbusters Würzburg                    | 30     | 81:164   | −83   | 12     |
| 11.   | Black Knights Dreieich II               | 30     | 84:180   | −96   | 12     |
| 12.   | Rolli-Haie Köln                         | 36     | 28:176   | −148  | 4      |

## Ewige Torschützenliste
Aufgeführt sind alle Torschützen seit Bestehen des Bundesliga Betriebs 2005.
Paul Emmering (Torpedo Ladenburg) führt die ewige Torschützenliste überlegen mit 650 Toren vor Nasim Afrah mit 557 Toren an. Silvio Grubert folgt mit 434 Toren. Im gesamten sind es 94 Torschützen seit Bestehen der PCH Bundesliga.(Stand: Nach der Saison 2021/22)
| Pl.    | Name                     | Team                                     | Tore |
| ------ | ------------------------ | ---------------------------------------- | ---- |
| 01.    | Paul Emmering            | Torpedo Ladenburg                        | 650  |
| 02.    | Nasim Afrah              | Black Knights Dreieich                   | 557  |
| 03.    | Silvio Grubert           | Nording Bulls Lalendorf-Wattmannshausen  | 434  |
| 04.    | Roland Utz               | Munich Animals                           | 350  |
| 05.    | Durmus Dinc              | Ruhr Rollers Essen                       | 339  |
| 06.    | Stefan Utz               | Munich Animals                           | 236  |
| 07.    | Görkem Oguz              | Torpedo Ladenburg                        | 228  |
| 08.    | Manuela Rahlf            | Hurricanes Bochum                        | 212  |
| 09.    | David Huber              | Rolli Teufel Ludwigshafen                | 197  |
| 10.    | Kaan Sisik               | Star Drivers Kreuznach                   | 190  |
| 11.    | Björn Finn               | Black Knights Dreieich                   | 145  |
| 12.    | Dietmar Löwen            | Black Knights Dreieich                   | 144  |
| 13.    | David Bauer              | Black Knights Dreieich                   | 139  |
| 14.    | Tim Treidy               | Munich Animals                           | 138  |
| 15.    | Eva-Maria Bernd          | Torpedo Ladenburg                        | 119  |
| 15.    | Vedat Yagiz              | Star Drivers Bad Kreuznach               | 119  |
| 17.    | Nelson Braillard         | Torpedo Ladenburg                        | 117  |
| 18.    | Ramazan Sahin            | Torpedo Ladenburg                        | 113  |
| 19.    | Andreas Vogt             | Munich Animals                           | 97   |
| 20.    | Veronica Conceicao       | Torpedo Ladenburg                        | 87   |
| 21.    | Lukas Kankanam-Pathirage | Ruhr Rollers Essen                       | 83   |
| 22.    | Henry Acquah             | Ruhr Rollers Essen                       | 63   |
| 23.    | Göksel Sarilarhamni      | Rolli Teufel Ludwigshafen                | 49   |
| 24.    | Christopher Beß          | Nording Bulls                            | 45   |
| 25.    | Raphael Knobloch         | Black Knights Dreieich                   | 42   |
| 26.    | Vadim Lobanov            | Ballbusters Würzburg                     | 41   |
| 27.    | Sandra Steiner           | Ballbusters Würzburg                     | 39   |
| 27.    | Daniel Bauer             | Black Knights Dreieich                   | 39   |
| 29.    | Burhaneddin Caliscan     | Ruhr Rollers Essen                       | 37   |
| 30.    | Oliver Klose             | Black Knights Dreieich                   | 36   |
| 31.    | Lucas Busel              | Munich Animals                           | 34   |
| 32.    | Vadym Olshanetky         | Flashboy Runners Neuwied                 | 33   |
| 33.    | Hüseyin Korkmaz          | Flashboy Runners Neuwied                 | 26   |
| 34.    | Dennis Brinkmann         | Ruhr Rollers Essen                       | 25   |
| 35.    | Peter Kalthoff           | Ruhr Rollers Essen                       | 24   |
| 35.    | Jörg Diehl               | Torpedo Ladenburg                        | 24   |
| 37.    | Marcel Lütteken          | Rolli Haie Köln                          | 23   |
| 37.    | Sedat Dogan              | Rolli-Teufel Ludwigshafen                | 23   |
| 37.    | Jan Elbracht             | Nordring Bulls Lalendorf-Wattmannshagen  | 23   |
| 40.    | Jens Mertens             | Ruhr Rollers Essen                       | 20   |
| 41.    | Marvin Priester          | Rolli-Teufel Ludwigshafen                | 17   |
| 42.    | Sebastian Richter        | Munich Animals                           | 16   |
| 43.    | Timo Kupke               | Hurricans Bochum                         | 14   |
| 43.    | Onur Günes               | Flashboy Runners Neuwied                 | 14   |
| 43.    | Simey Truong             | Rolli-Teufel Ludwigshafen                | 14   |
| 46.    | Boris Heimke             | Torpedo Ladenburg                        | 13   |
| 47.    | Matthias Krasa           | Nordring Bulls Lalendorf-Wattmannshagen  | 10   |
| 47.    | Viktor Pfaffenroth       | Black Knight Dreieich                    | 10   |
| 49.    | Guido Bäcker             | Ruhr Rollers Essen                       | 9    |
| 49.    | Marcel Wilmes            | Munich Animals                           | 9    |
| 49.    | Bastian Mies             | Flashboy Runners Neuwied                 | 9    |
| 52.    | Melvin Enseling          | Hurricans Bochum                         | 8    |
| 53.    | Ronnie Rapp              | Torpedo Ladenburg                        | 7    |
| 53.    | Jan El Osrouti           | Ruhr Rollers Essen                       | 7    |
| 53.    | Roman Hill               | Ruhr Rollers Essen                       | 7    |
| 53.    | Dennis Respondek         | Rolli Teufel Ludwigshafen                | 7    |
| 57.    | Kilian Bohnert           | Torpedo Ladenburg                        | 6    |
| 57.    | Monika Potetz            | Torpedo Ladenburg                        | 6    |
| 59.    | Sebastian Richter        | Munich Animals                           | 5    |
| 60.    | Adnan Mezbur             | Hurricans Bochum                         | 4    |
| 60.    | Stephan Kobelt           | Nording Bulls Lalendorf-Wattmannshagen   | 4    |
| 60.    | Karl Liermann            | Nording Bulls Lalendorf-Wattmannshagen   | 4    |
| 60.    | Stefan Halte             | Nording Bulls Lalendorf-Wattmannshagen   | 4    |
| 60.    | Eray Doyran              | Star Drivers Kreuznach                   | 4    |
| 65.    | Christian Schmidt        | Black Knights Dreieich                   | 3    |
| 65.    | Julian Schoor            | Munich Animals                           | 3    |
| 65.    | Anna Schütz              | Nording Bulls Lalendorf-Wattmannshagen   | 3    |
| 65.    | Janzeeb Khan             | Ruhr Rollers Essen                       | 3    |
| 65.    | Holger Link              | Munich Animals                           | 3    |
| 65.    | Bryan Becker             | Torpedo Ladenburg                        | 3    |
| 65.    | Sylvia Konopka           | Star Drivers Bad Kreuznach               | 3    |
| 72.    | Stephan Mägele           | Munich Animals                           | 2    |
| 72.    | Jessica Trummer          | Black Knights Dreieich                   | 2    |
| 72.    | Hannes Stettin           | Nording Bulls Lalendorf-Wattmannshausen  | 2    |
| 72.    | Patrik Anders            | Ruhr Rollers Essen                       | 2    |
| 72.    | Sebastian Uske           | Hurricans Bochum                         | 2    |
| 72.    | Tim Mies                 | Flashbox Runners Neuwied                 | 2    |
| 72.    | Stefan Moell             | Rolli Teufel Ludwigshafen                | 2    |
| 72.    | Daniel Neuhaus           | Ruhr Rollers Essen                       | 2    |
| 72.    | Richard Hornkamp         | Ruhr Rollers Essen                       | 2    |
| 72.    | Kevin Epperlein          | Rolli Teufel Ludwigshafen                | 2    |
| 72.    | Clemens Franzmann        | Star Drivers Bad Kreuznach               | 2    |
| 72.    | Melanie Böhm             | Ruhr Rollers Essen                       | 2    |
| 84.    | Sebastian Bernasch       | Ruhr Rollers Essen                       | 1    |
| 84.    | Armin Ceric              | Black Knights Dreieich                   | 1    |
| 84.    | Kai Bussmann             | Ruhr Rollers Essen                       | 1    |
| 84.    | Lars Dyringer            | Ruhr Rollers Essen                       | 1    |
| 84.    | Davide Garofano          | Ruhr Rollers Essen                       | 1    |
| 84.    | Christian Röhling        | Rolli Teufel Ludwigshafen                | 1    |
| 84.    | Heiko Schmidt            | Torpedo Ladenburg                        | 1    |
| 84.    | Markus Wahlich           | Ballbusters Würzburg                     | 1    |
| 84.    | Felix Ehlert             | Nordring Bulls Lalendorf-Wattmannshausen | 1    |
| 84.    | Khaled Meteri            | Hurricans Bochum                         | 1    |
| 84.    | Andre Schwaben           | Munich Animals                           | 1    |
| 84.    | Daniel Wurzer            | Torpedo Ladenburg                        | 1    |
| 84.    | Jean-Marc Clement        | Black Knights Dreieich                   | 1    |
| 84.    | Alf Möser                | Nording Bulls Lalendorf-Wattmannshausen  | 1    |
| 84.    | Kai Bussmann             | Ruhr Rollers Essen                       | 1    |
| 84.    | Steffen Proschner        | Nording Bulls Lalendorf-Wattmannshausen  | 1    |
| Quelle |                          |                                          |      |

## Weblink
- Website des Sportverbands